# Absentia animi
Absentia animi är en dikt av Gunnar Ekelöf.
Dikten är skriven som en musikalisk komposition med teman och variationer som upprepas och utvidgas. Med utgångspunkt i bilden av ett höstlandskap skildrar den en mystisk dimension av tillvaron där det konkreta bildspråket efterhand övergår i abstraktioner av satser och motsatser, för att till slut, innan allt mynnar ut i meningslöshet, koncentreras i det mystiska ordet abrasax. Ett ord som inom senantikens ockulta filosofi stod för skapelsens fullkomlighet. Titelns ord Absentia animi är latin som betyder "frånvaro" respektive "själens". 
Absentia animi publicerades i Non Serviam 1945 och ses som en central dikt i Ekelöfs författarskap.